# Шао Хуа
Шао Хуа (кит. упр. 邵华, пиньинь Shào Huā; 30 октября 1938, Яньань, Шэньси — 24 июня 2008, Пекин) — китайская писательница, фотограф и генерал-майор НОАК; жена Мао Аньцина и невестка Мао Цзэдуна. Председатель Союза китайских фотографов (2002—2008), член ВК НПКСК 7, 8 и 9 созывов.
Настоящее имя — Чжан Шаохуа (кит. упр. 张少华, пиньинь Zhāng Shǎohuā); детское имя — Чэнь Аньюнь (кит. упр. 陈安云, пиньинь Chén Ānyún).

## Биография
Родилась 30 октября 1938 года в Яньани (провинция Шэньси) в семье революционера Чэнь Чжэня и его супруги Чжан Вэньцю. Несмотря на то, что для Китая традиционно давать ребёнку фамилию отца, Чэнь Чжэнь назвал дочь Чжан Шаохуа, дав ей фамилию матери.
В 1939 году из-за болезни отца семья пыталась перебраться в Советский Союз, однако в Синьцзяне они все были задержаны проводившим антикоммунистическую политику губернатором Шэн Шицаем. После казни Чэнь Чжэня в 1941 году Чжан Шаохуа вместе с матерью и старшей сестрой Лю Сыци оставались в заключении до 1946 года. Впоследствии, в 2003 году, Шао Хуа написала книгу воспоминаний о своём тюремном детстве «Дети, вдоволь хлебнувшие горечи жизни за железными решетками».
После освобождения семья вернулась домой в Яньань.
Фотографией Чжан Шаохуа начала заниматься в 50-е годы. Первые снимки она делала на подаренную Мао Цзэдуном фотокамеру, которую тот привёз из СССР.
В 1960 году сочеталась браком со вторым сыном Мао Цзэдуна от Ян Кайхуэй Мао Аньцином. Будущий муж долгие годы перед тем был частым гостем в доме Чжан Шаохуа, поскольку ещё в 1949 году её старшая сестра вышла замуж за старшего брата Аньцина — Мао Аньина.
После окончания в 1966 году факультета китайской филологии Пекинского университета Чжан Шаохуа взяла себе псевдоним Шао Хуа, которым и пользовалась затем всю жизнь.
17 января 1970 года у Шао Хуа и Мао Аньцина родился сын Мао Синьюй.
Супруг, Мао Аньцин, умер 23 марта 2007 года.
Шао Хуа скончалась в Пекине вечером 24 июня 2008 года от рака молочной железы.

## Переводы на русский
- Шао Хуа Язык  / Пер. И. Лисевича // Современная китайская проза — М.: Радуга, 1988 — 61-69 стр.  ISBN 5-05-002238-X

- Шао Хуа Письмо  / Пер. В. Сухорукова // Современная китайская проза — М.: Радуга, 1988 — 70-81 стр. ISBN 5-05-002238-X

## Награды
- Медаль А. С. Пушкина (1990 год, Международная ассоциация преподавателей русского языка и литературы)[5].